# Iglesia de San Severin
La iglesia de San Severin (en francés: Saint-Séverin) es una iglesia francesa construida entre los siglos XV-XVI en estilo gótico flamígero, que se encuentra en la calle Prêtres-Saint-Séverin, en el Barrio Latino (V distrito) de París, cerca del río Sena. Es la iglesia parroquial de la parroquia de Saint-Séverin-Saint-Nicolas.
La iglesia fue objeto de una clasificación al título de monumento histórico de Francia, parte de lista de 1862.

## Historia
Fue construida entre el siglo XIII (campanario y los tres primeros tramos de la nave) y el siglo XV (resto de naves) En 1448 fue parcialmente destruida por un incendio durante la Guerra de los Cien Años, el arcipreste Guillaume d'Estouteville reconstruyó la iglesia en estilo gótico tardío, agregando una nueva nave al norte, y adaptándose la fachada exterior. En 1487 se finaliza la aguja de la torre.
Entre 1489-1495 se construye el ábside y entre 1498-1520 las capillas laterales de la nave.

## Descripción
La nave es de estilo flamígero y tiene 17 m de altura. Está decorada con vidrieras del siglo XIX. Tiene ocho tramos y forma de paralelogramo que termina en un ábside semicircular. No tiene crucero. Al igual que Notre-Dame de París, tiene dos naves laterales a cada lado, es decir, cinco naves, rodeadas por un centro de capillas, una disposición que da una asombrosa grandeza a todo el edificio.
El deambulatorio tiene diez tramos dobles de pilares originales en forma de palmera, uno de los cuales tiene una columna retorcida, o columna salomónica.

Vistas exteriores
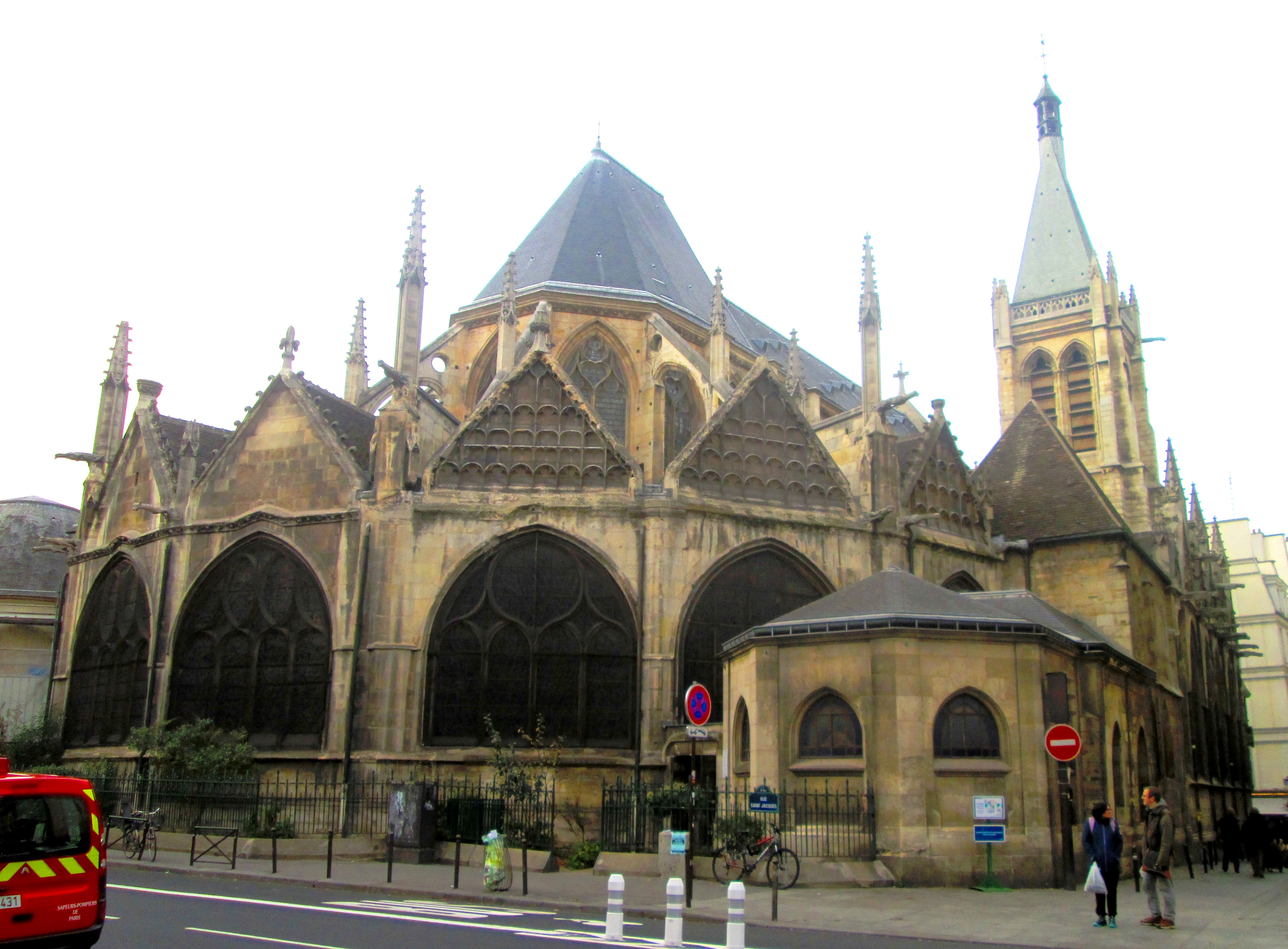
Vista general desde la rue Saint-Jacques
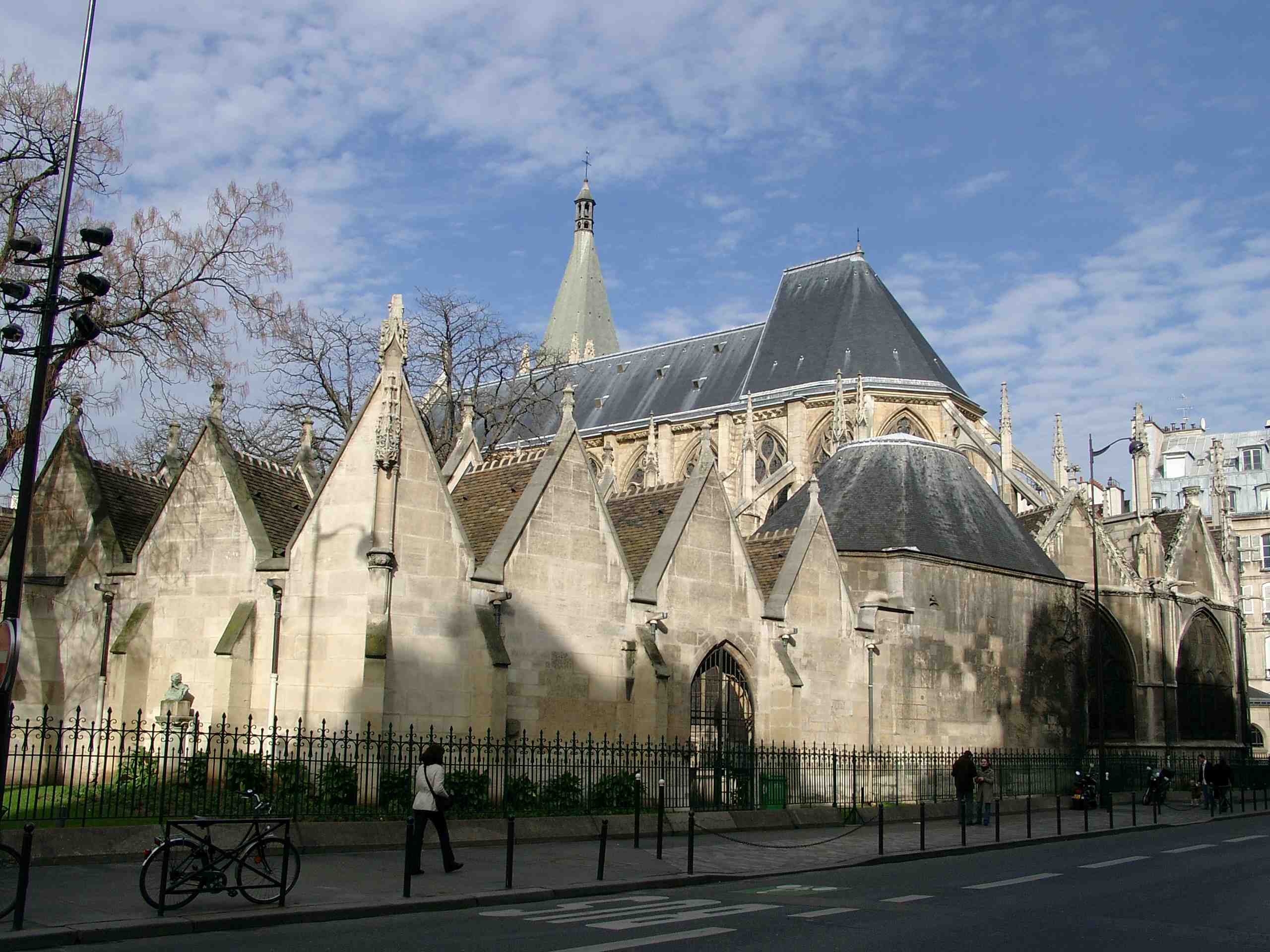
Vista desde el sureste
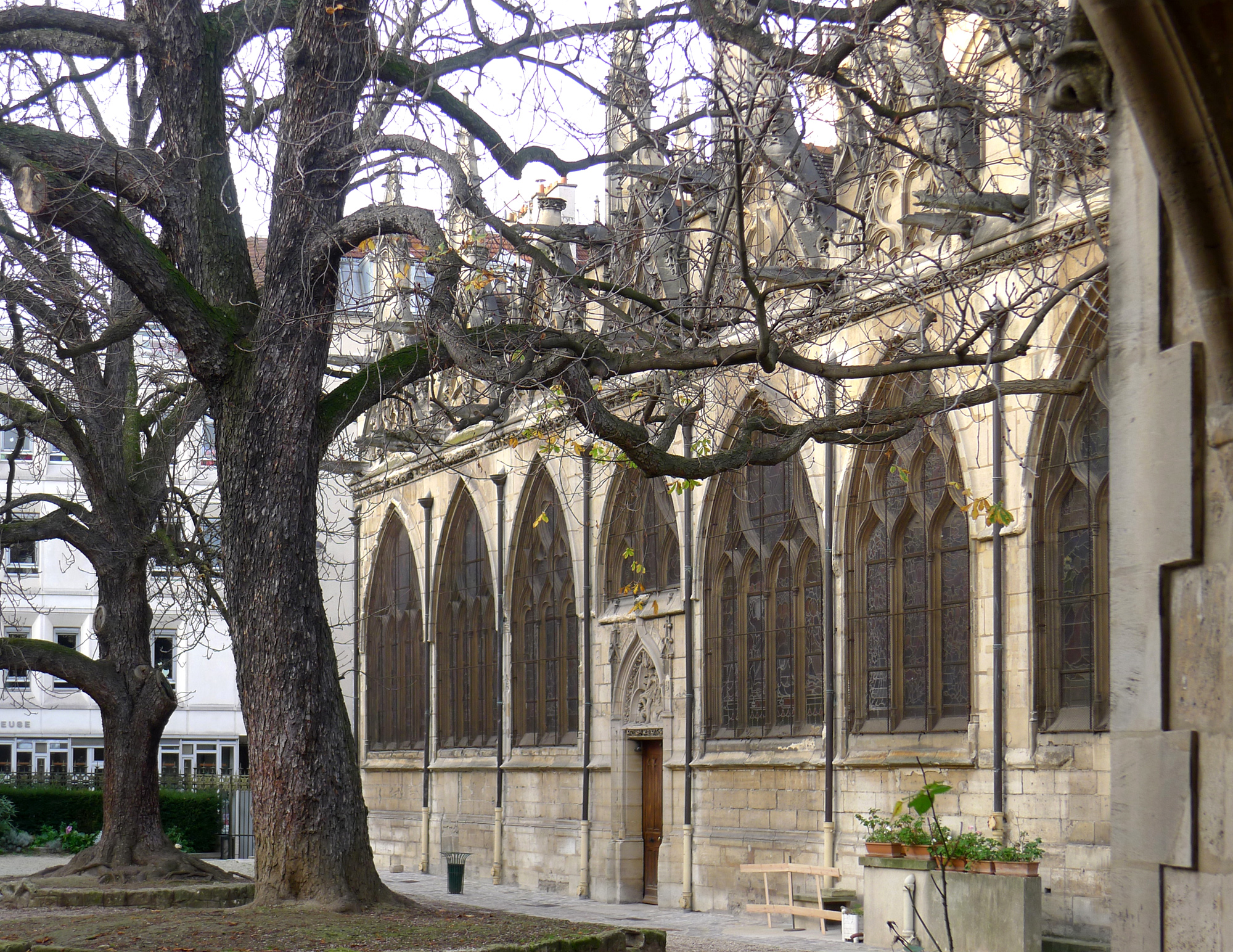
Fachada meridional
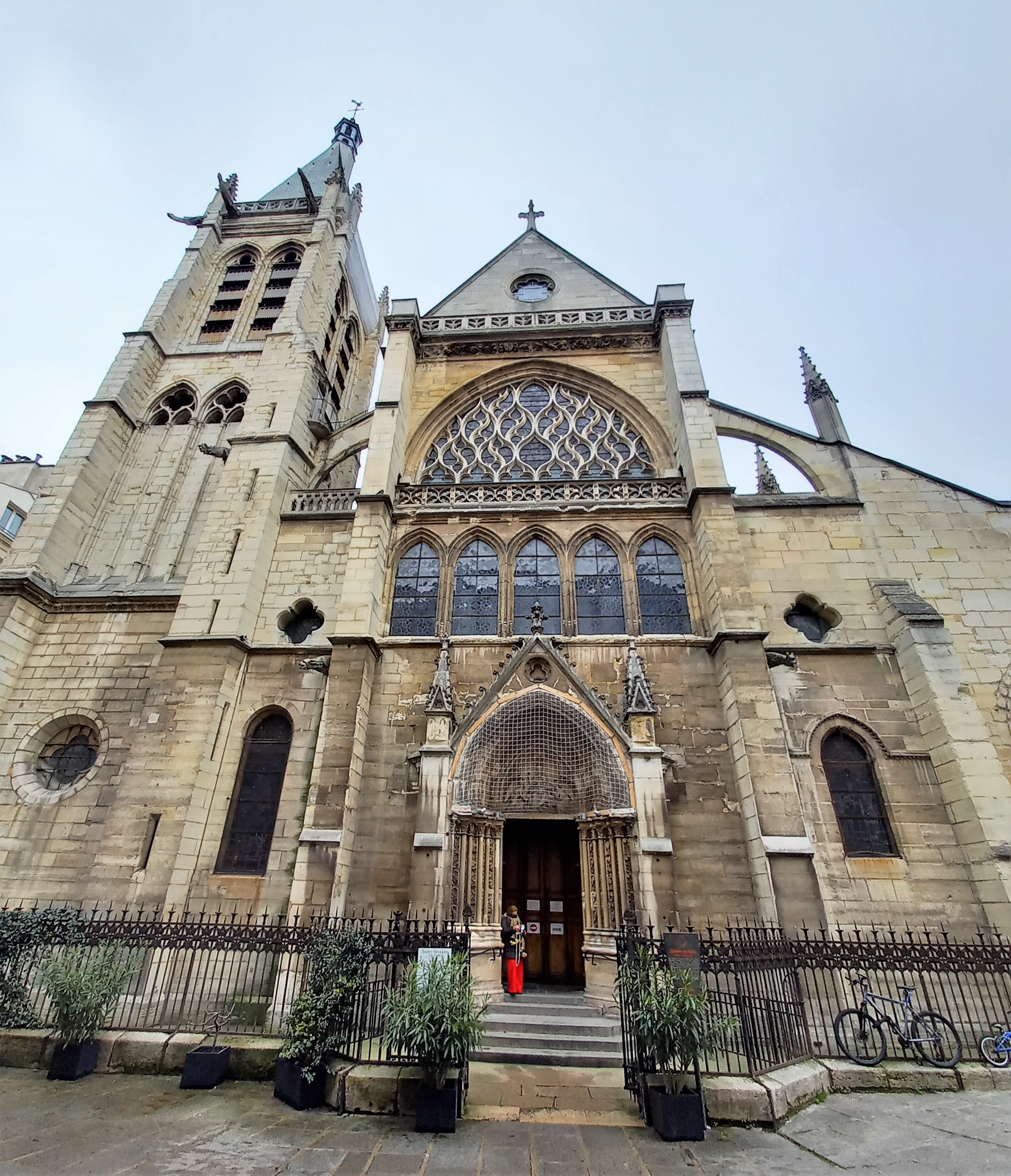
Fachada occidental con el portal de la iglesia Saint-Pierre-aux-Bœufs.
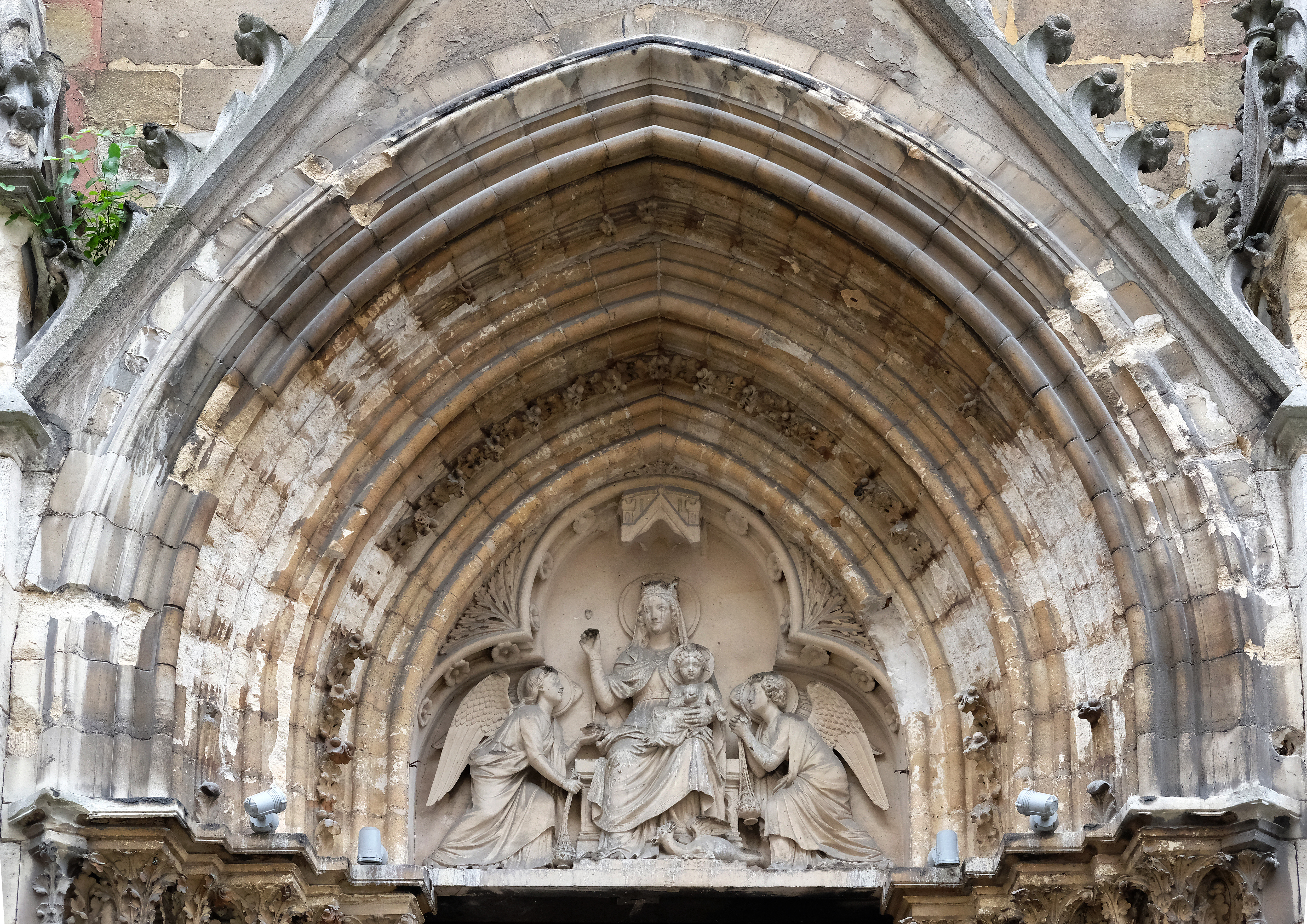
Tímpano del portal principal (fachada occidental)

Vistas interiores
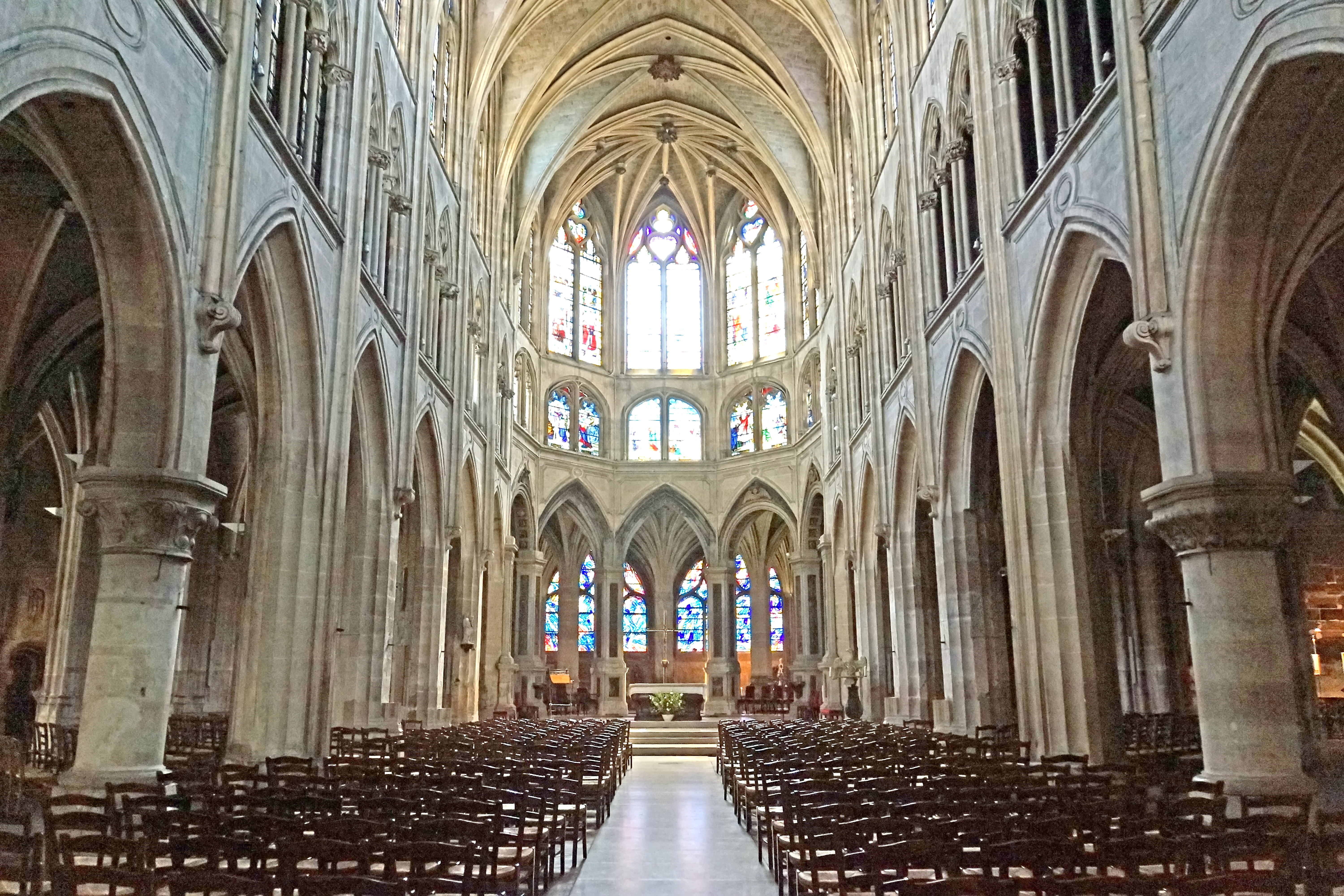
Coro y altar mayor
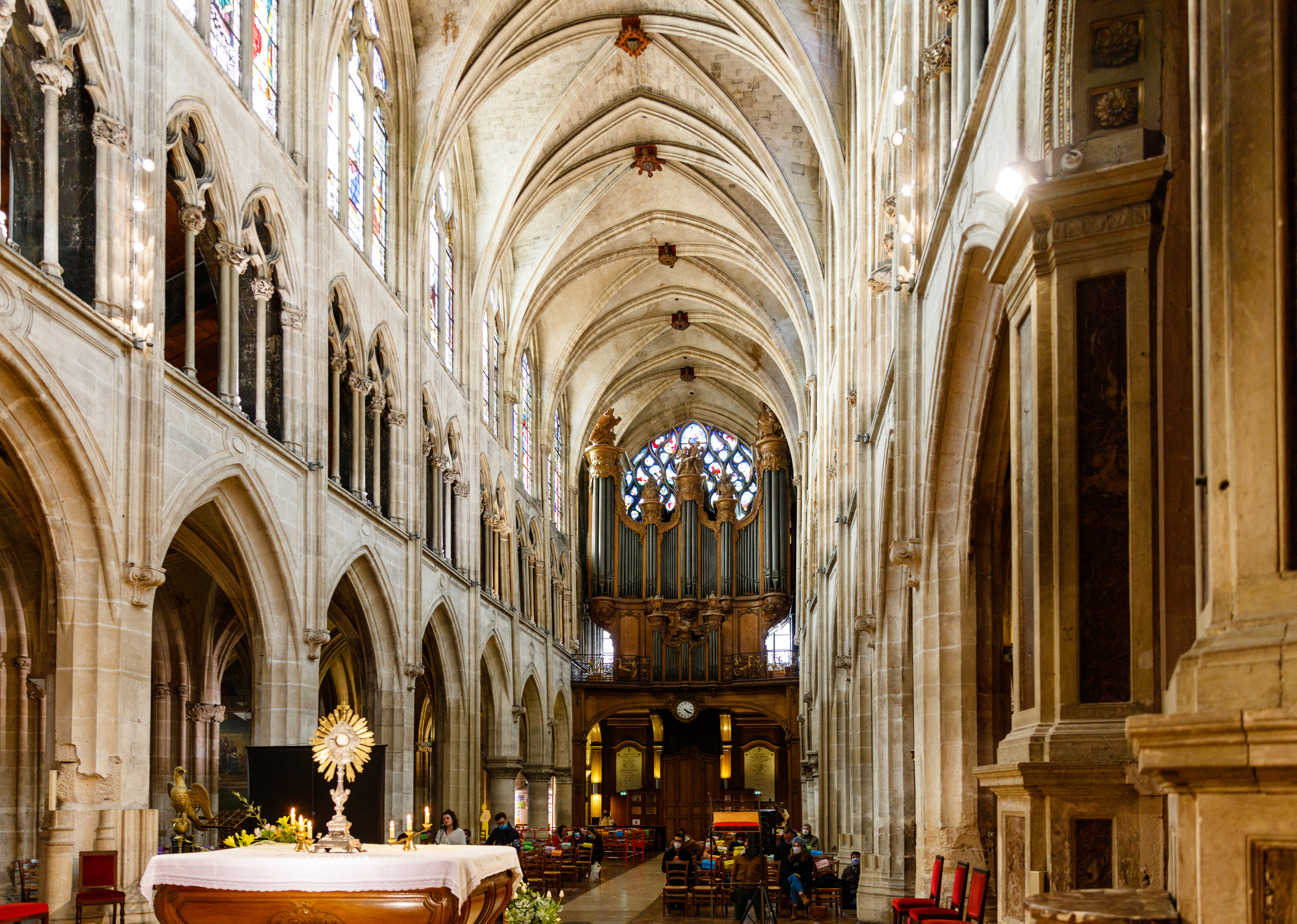
Nave en dirección a la  entrada
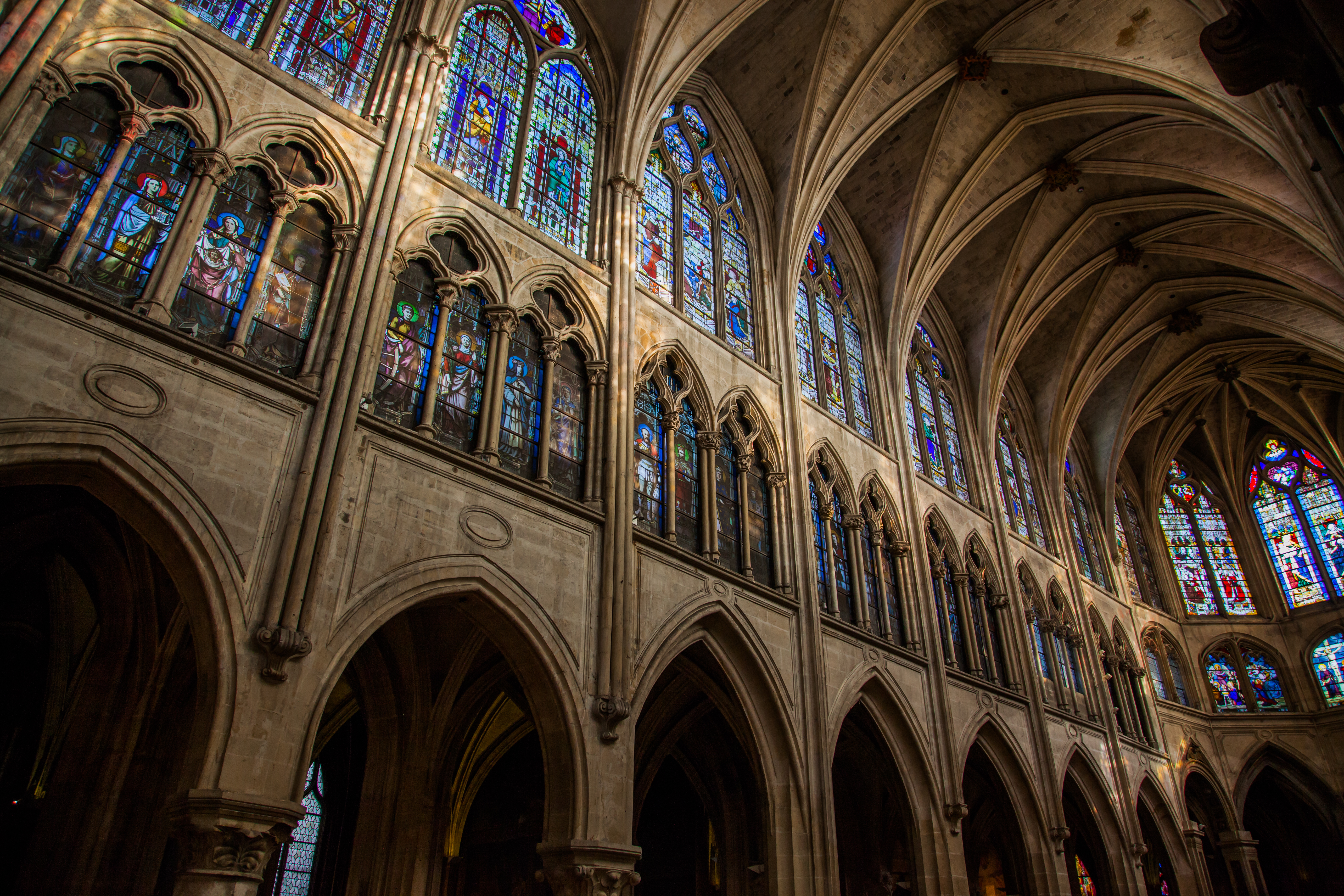
Alzado norte de la nave y vitrales del s. XIX
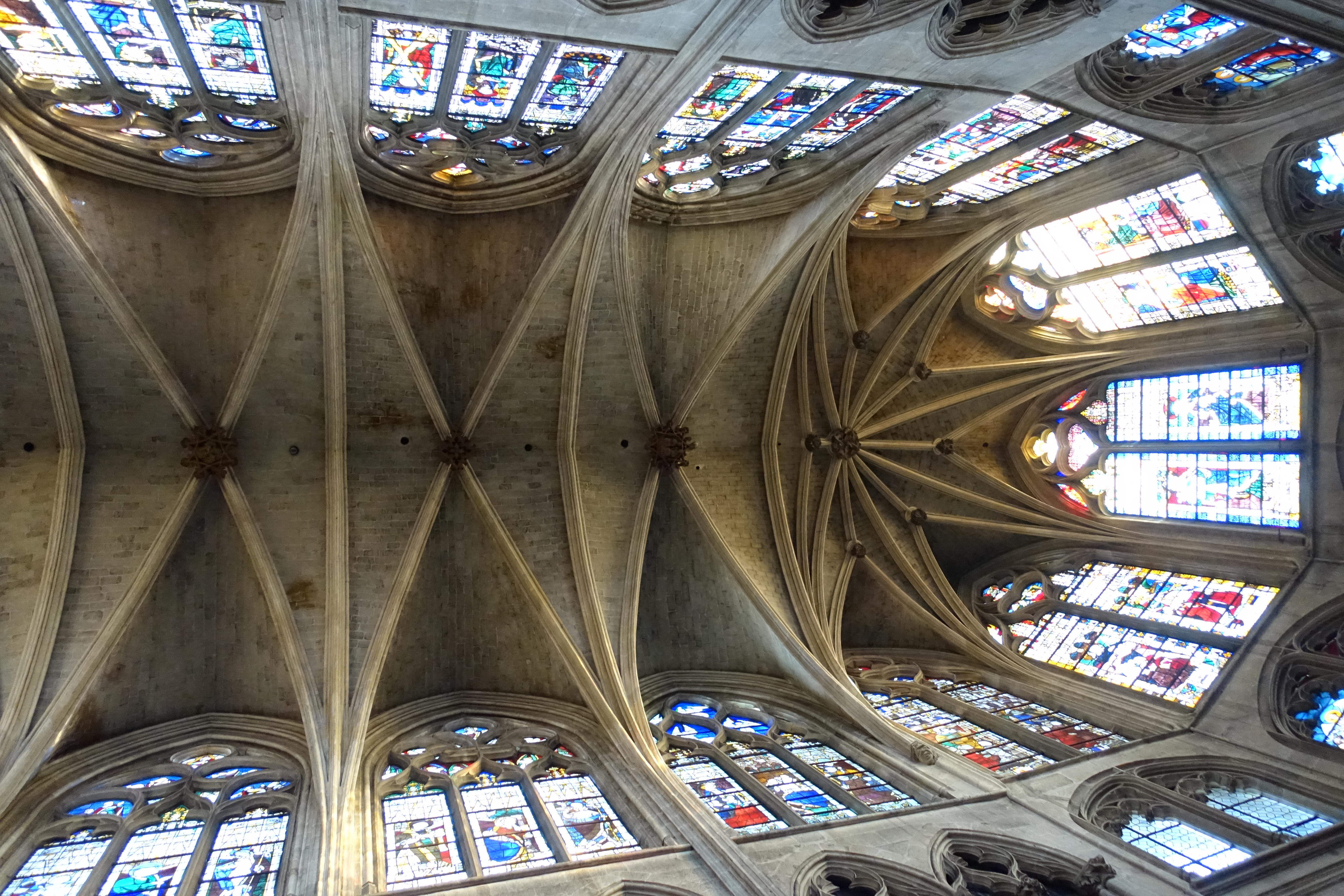
Pilar en forma de palmera